# Aigny
Cet article possède des paronymes, voir Igny et Ugny.
Aigny (prononcé [ɛɲi]) est une commune française, située dans le département de la Marne en région Grand Est.

## Géographie
La Gravelotte et le canal latéral à la Marne passent au sud du village. La Marne sert de frontière avec les communes de Jâlons et Aulnay-sur-Marne. Au finage des trois communes, la Somme-Soude se jette dans la Marne alors que la Gravelotte traverse le village pour continuer vers Condé.
Aigny se trouve sur la route départementale 1, entre Condé-sur-Marne et Vraux. Cette route mène à Châlons-en-Champagne, la ville la plus proche.
| Isse            | Vaudemange | Les Grandes-Loges |
| Condé-sur-Marne | Aigny      | Vraux             |
| Jâlons          |            | Aulnay-sur-Marne  |

### Hydrographie
La commune est dans la région hydrographique « la Seine de sa source au confluent de l'Oise (exclu) » au sein du bassin Seine-Normandie. Elle est drainée par la Marne, le canal latéral à la Marne, la Gravelotte, le canal d'Alimentation et divers autres petits cours d'eau,.
La Marne  prend sa source sur le plateau de Langres, dans la commune de Saints-Geosmes (Haute-Marne) et se jette dans la Seine entre Charenton-le-Pont et Alfortville (Val-de-Marne) dans le quartier de Conflans-l'Archevêque.
Le canal latéral à la Marne est un canal, chenal navigable de 67 km reliant Vitry-le-françois à Mardeuil où il se jette dans la Marne.
La Gravelotte, d'une longueur de 12 km, prend sa source dans la commune de La Veuve et se jette  dans la Marne sur la commune, après avoir traversé quatre communes.

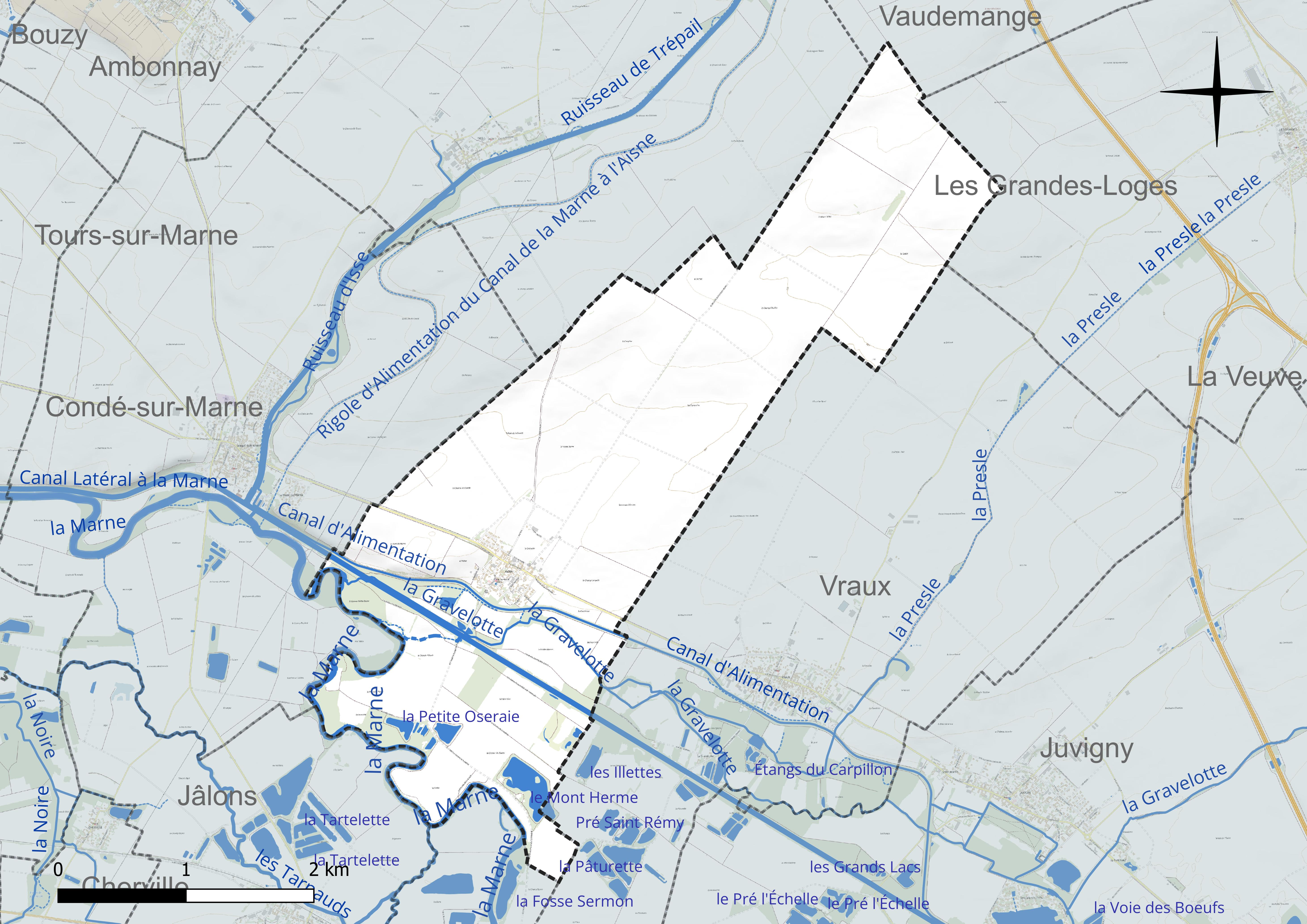
Réseau hydrographique d'Aigny.

Deux plans d'eau complètent le réseau hydrographique : la Petite Oseraie (1,7 ha) et le Mont Herme, d'une superficie totale de 8,9 ha (7,9 ha sur la commune),.

### Climat
Pour des articles plus généraux, voir Climat du Grand Est et Climat de la Marne.
En 2010, le climat de la commune est de type climat océanique dégradé des plaines du Centre et du Nord, selon une étude du Centre national de la recherche scientifique s'appuyant sur une série de données couvrant la période 1971-2000. En 2020, Météo-France publie une typologie des climats de la France métropolitaine dans laquelle la commune est exposée à un climat océanique altéré et est dans la région climatique Nord-est du bassin Parisien, caractérisée par un ensoleillement médiocre, une pluviométrie moyenne régulièrement répartie au cours de l’année et un hiver froid (3 °C).
Pour la période 1971-2000, la température annuelle moyenne est de 10,4 °C, avec une amplitude thermique annuelle de 16 °C. Le cumul annuel moyen de précipitations est de 664 mm, avec 11,3 jours de précipitations en janvier et 8,2 jours en juillet. Pour la période 1991-2020, la température moyenne annuelle observée sur la station météorologique de Météo-France la plus proche, « Bouzy-Civc », sur la commune de Bouzy à 7 km à vol d'oiseau, est de 11,5 °C et le cumul annuel moyen de précipitations est de 687,5 mm. 
La température maximale relevée sur cette station est de 41,2 °C, atteinte le 25 juillet 2019 ; la température minimale est de −20,5 °C, atteinte le 16 janvier 1985,,.
Les paramètres climatiques de la commune ont été estimés pour le milieu du siècle (2041-2070) selon différents scénarios d'émission de gaz à effet de serre à partir des nouvelles projections climatiques de référence DRIAS-2020. Ils sont consultables sur un site dédié publié par Météo-France en novembre 2022.

## Urbanisme

### Typologie
Au 1er janvier 2024, Aigny est catégorisée commune rurale à habitat dispersé, selon la nouvelle grille communale de densité à sept niveaux définie par l'Insee en 2022.
Elle est située hors unité urbaine. Par ailleurs la commune fait partie de l'aire d'attraction de Châlons-en-Champagne, dont elle est une commune de la couronne,. Cette aire, qui regroupe 97 communes, est catégorisée dans les aires de 50 000 à moins de 200 000 habitants,.

### Occupation des sols
L'occupation des sols de la commune, telle qu'elle ressort de la base de données européenne d’occupation biophysique des sols Corine Land Cover (CLC), est marquée par l'importance des territoires agricoles (95,5 % en 2018), en augmentation par rapport à 1990 (90,9 %). La répartition détaillée en 2018 est la suivante : terres arables (90,6 %), zones agricoles hétérogènes (4,9 %), zones urbanisées (2,6 %), eaux continentales (1,7 %), forêts (0,3 %). L'évolution de l’occupation des sols de la commune et de ses infrastructures peut être observée sur les différentes représentations cartographiques du territoire : la carte de Cassini (XVIIIe siècle), la carte d'état-major (1820-1866) et les cartes ou photos aériennes de l'IGN pour la période actuelle (1950 à aujourd'hui).

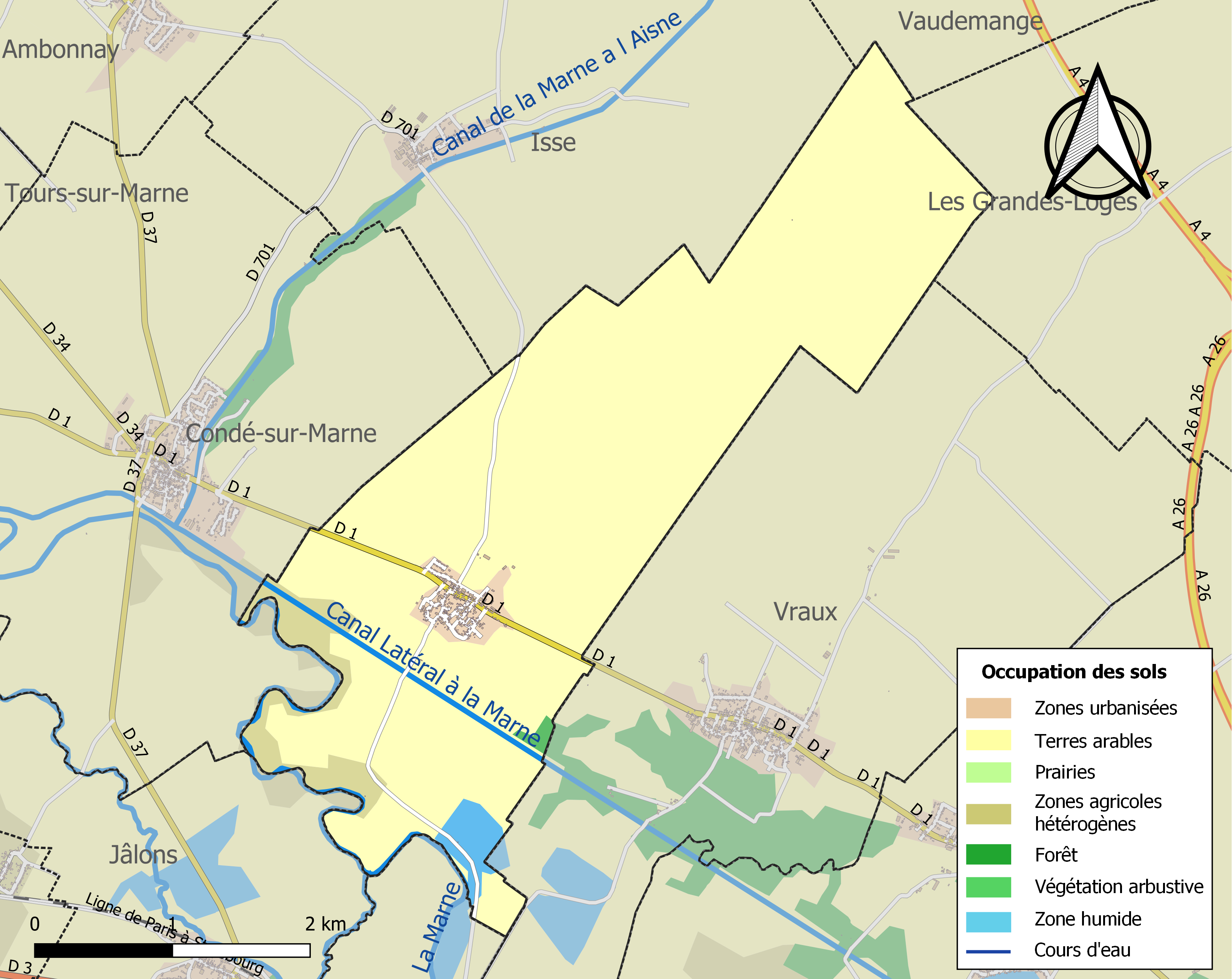
Carte des infrastructures et de l'occupation des sols de la commune en 2018 (CLC).

## Toponymie
Le nom de la localité est attesté sous la forme latine Adenaius (milieu du IXe siècle) ; Ainneium (1195) ; Aigney (1262) ; Aigneyum (1303-1312) ; Aingneium (1315) ; Aingny delez Condé-sur-Marne (1315) ; Aigny (1316) ; Angny (1372) ; Aingny-sur-Marne (1384) ; Aigny-sur-Marne (1456) ; Agny-sur-Marne (1556) ; Aignay-sur-Marne (1602) ; Aigni-sur-Marne (1668).

## Histoire
Les seigneurs d'Aigny furent les abbés d'Hautvillers, le titre fut confirmé en 1587 après un long procès.
Au XVIIe siècle, Aigny est le siège d'une seigneurie détenue par un descendant des comtes de Guînes, de la famille de Bonnières.

## Héraldique
| Blason de Aigny | Blason  | D'azur aux trois clés d'or.                      |
| Blason de Aigny | Détails | Le statut officiel du blason reste à déterminer. |

## Politique et administration

### Tendances politiques et résultats
Le village vote généralement à droite. Ainsi, aux élections présidentielles de 1995, 2007 et 2012, le candidat du RPR puis de l'UMP l'a toujours emporté avec un score compris entre 58 % et 60 % des voix. Toutefois aux régionales de 2010 et à la présidentielle de 2012, c'est le Front national qui arrive en tête du premier tour. Par ailleurs, le socialiste Rudy Namur y remporte le second tour des cantonales de 2011 et des législatives de 2012.

### Cantons
Lors de sa création, la commune est intégrée au canton de Juvigny. En 1801, elle rejoint la canton de Châlons-sur-Marne. Ce canton est divisé en 1973 et Aigny fait aujourd'hui partie du canton de Châlons-en-Champagne-2.

### Intercommunalité
Conformément au schéma départemental de coopération intercommunale de la Marne du 15 décembre 2011, la commune antérieurement membre de la communauté de communes de la Région de Condé-sur-Marne, est désormais membre de la nouvelle communauté d'agglomération Cités-en-Champagne.
Celle-ci résulte en effet de la fusion, au 1er janvier 2014, de l'ancienne communauté d'agglomération de Châlons-en-Champagne, de la communauté de communes de l'Europort, de la communauté de communes de Jâlons (sauf la commune de Pocancy qui a rejoint la communauté de communes de la Région de Vertus) et de la communauté de communes de la Région de Condé-sur-Marne,.

### Liste des maires
| Période                                  | Période    | Identité         | Étiquette | Qualité                          |
| ---------------------------------------- | ---------- | ---------------- | --------- | -------------------------------- |
| Les données manquantes sont à compléter. |            |                  |           |                                  |
| 1876                                     |            | Delacourt        |           |                                  |
| avant 1876                               |            | Raffin           |           |                                  |
| 1929                                     | ?          | G. Lambert       |           |                                  |
| avant 1981                               | ?          | William Chardain |           |                                  |
| 1995                                     | 2008       | René Guillaume   |           |                                  |
| 2008                                     | avant 2020 | Chantal Niclet   |           | Réélue pour le mandat 2014-2020, |
| 2020 ?                                   |            | Henri Jesson     |           |                                  |

## Démographie
Les habitants d'Aigny sont les Aquaniciens et les Aquaniciennes.
L'évolution du nombre d'habitants est connue à travers les recensements de la population effectués dans la commune depuis 1793. Pour les communes de moins de 10 000 habitants, une enquête de recensement portant sur toute la population est réalisée tous les cinq ans, les populations de référence des années intermédiaires étant quant à elles estimées par interpolation ou extrapolation. Pour la commune, le premier recensement exhaustif entrant dans le cadre du nouveau dispositif a été réalisé en 2004.

En 2022, la commune comptait 287 habitants, en évolution de +4,74 % par rapport à 2016 (Marne : −1,19 %, France hors Mayotte : +2,11 %).
| 1793 | 1800 | 1806 | 1821 | 1831 | 1836 | 1841 | 1846 | 1851 |
| ---- | ---- | ---- | ---- | ---- | ---- | ---- | ---- | ---- |
| 315  | 303  | 310  | 308  | 321  | 290  | 292  | 306  | 294  |

| 1856 | 1861 | 1866 | 1872 | 1876 | 1881 | 1886 | 1891 | 1896 |
| ---- | ---- | ---- | ---- | ---- | ---- | ---- | ---- | ---- |
| 302  | 294  | 298  | 268  | 238  | 223  | 210  | 211  | 185  |

| 1901 | 1906 | 1911 | 1921 | 1926 | 1931 | 1936 | 1946 | 1954 |
| ---- | ---- | ---- | ---- | ---- | ---- | ---- | ---- | ---- |
| 160  | 176  | 175  | 162  | 162  | 167  | 190  | 207  | 175  |

| 1962 | 1968 | 1975 | 1982 | 1990 | 1999 | 2004 | 2006 | 2009 |
| ---- | ---- | ---- | ---- | ---- | ---- | ---- | ---- | ---- |
| 196  | 207  | 211  | 218  | 192  | 189  | 211  | 216  | 235  |

| 2014 | 2019 | 2022 | - | - | - | - | - | - |
| ---- | ---- | ---- | - | - | - | - | - | - |
| 273  | 276  | 287  | - | - | - | - | - | - |

## Culture locale et patrimoine

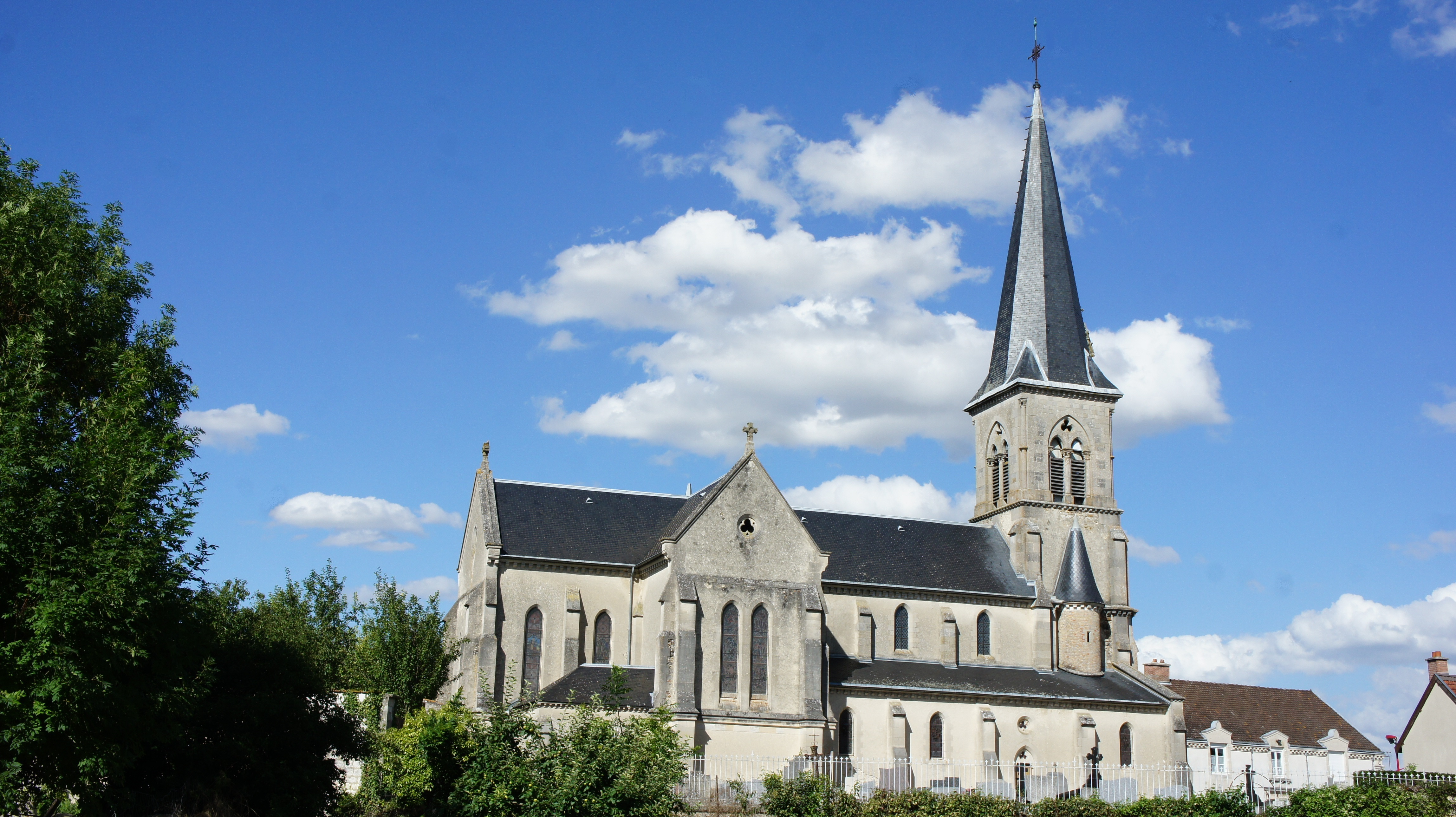
L'église Saint-Martin.

### Lieux et monuments
- L'église Saint-Martin est un édifice néo-gothique édifié dans le troisième quart du XIXe siècle, sous la direction de l'architecte châlonnais François Poisel[34].